# Wolfgang Schlicht
Wolfgang Schlicht (* 1952 in Mengerskirchen) ist ein deutscher Sportwissenschaftler und Hochschullehrer.

## Leben
Schlicht studierte Sportwissenschaft und Politikwissenschaft an der Universität Gießen. Seine Promotion legte er 1987 ebenfalls in Gießen vor, seine Habilitation schloss er 1991 an der Christian-Albrechts-Universität zu Kiel ab und war damit die erste Person, die von der Hochschule die Lehrbefähigung im Fach Sportwissenschaft ausgestellt bekam. An den Universitäten Kiel (bis 1994) und Bochum war er als wissenschaftlicher Assistent und Oberassistent tätig, zwischen 1992 und 2001 hatte er an der Universität Tübingen eine Professur für Sozialwissenschaften des Sports inne. 2001 trat Schlicht am Institut für Sport- und Bewegungswissenschaften der Universität Stuttgart eine Professorenstelle für Sport- und Gesundheitswissenschaften an, die er bis 2018 innehatte. Von 1993 bis 1995 war Schlicht Beisitzer im Vorstand der Arbeitsgemeinschaft für Sportpsychologie in Deutschland und von 1995 bis 1997 2. Vorsitzender. Von 2006 bis 2009 war er an der Uni Stuttgart Prorektor für Lehre und Weiterbildung.
Schwerpunkte von Schlichts Forschungstätigkeiten sind der Gesundheitssport, die Themenbereiche Sport im Alter und Sport im Betrieb, Fragestellungen zum Wohlbefinden, Aspekte der Sportpsychologie sowie der Diagnostik. 1994 wurde Schlicht vom Deutschen Sportbund mit der Carl-Diem-Plakette ausgezeichnet. Nach seinem Ausscheiden aus dem Hochschuldienst blieb Schlicht beruflich tätig und widmete sich der Arbeit eines von ihm zu Beginn der 2000er Jahre gegründeten Unternehmens, das im Gesundheitswesen in den Bereichen Forschung, Entwicklung, Schulung, Beratung und Evaluation tätig ist und das er bereits während seines Hochschuldienstes nebenberuflich führte.